# Termitspett
Termitspett (Pardipicus nivosus) är en fågel i familjen hackspettar inom ordningen hackspettartade fåglar.

## Utseende och läte
Termitspetten är en liten och rätt mörk hackspett. Fjäderdräkten är mestadels olivgrön, med ljusare ansikte och undersida. Strupen är streckad, bröstet är fläckat och buken är tvärbandad. Hanen har en liten röd fläck i nacken. Arten är lik brunörad hackspett, men denna är tvärbandad även på bröstet. Termitspetten är inte särskild ljudlig, men en fallande sorgsam vissling kan höras.

## Utbredning och systematik
Termitspett delas in i tre underarter med följande utbredning:
- Pardipicus nivosus nivosus – förekommer från Senegal och Gambia till västra Demokratiska republiken Kongo och norra Angola
- Pardipicus nivosus poensis – förekommer på ön Bioko i Guineabukten
- Pardipicus nivosus herberti – förekommer från södra Centralafrikanska Republiken till västra Kenya söderut till sydcentrala och östra Demokratiska republiken Kongo

Vissa urskiljer även underarten maxima, endast känd från två specimen insamlade i norra Elfenbenskusten.

### Släktestillhörighet
Termitspetten placeras traditionellt i släktet Campethera. Genetiska studier visar dock att Campethera inte är monofyletiskt gentemot markspetten i Geocolaptes. International Ornithological Congress (IOC) har därför delat upp Campethera i två mindre släkten, där termitspetten tillsammans med brunörad hackspett lyfts ut till det egna släktet Pardipicus, och denna linje följs här.

## Levnadssätt
Termitspetten hittas i regnskog och tät ungskog på låg till medelhög höjd. Den tillbringar mest tid i skogens mellersta skikt och i undervegetationen.

## Status och hot
Arten har ett stort utbredningsområde, men tros minska i antal, dock inte tillräckligt kraftigt för att den ska betraktas som hotad. Internationella naturvårdsunionen IUCN listar arten som livskraftig (LC).